# Notorious but Nice
Notorious but Nice és una pel·lícula dramàtica estatunidenca de 1933 dirigida per Richard Thorpe i protagonitzada per Marian Marsh, Betty Compson i Don Dillaway. Va ser produïda i distribuïda per l'estudi de cinema B Chesterfield Motion Pictures.
La pel·lícula sobreviu, amb una còpia conservada a la Biblioteca del Congrés dels Estats Units.

## Argument
Jenny Jones, una noia amb un passat misteriós, està compromesa amb el fill del seu cap. El pare intenta destruir-li la vida perquè el seu fill la rebutgi. Quan tot sembla perdut, l'ajuda ve d'una font inesperada, però es produeixen complicacions.

## Repartiment
- Marian Marsh com Jenny Jones
- Betty Compson com Millie Sprague
- Donald Dillaway com Richard Hamilton
- Rochelle Hudson com Constance Martin
- John St. Polis com John Martin
- J. Carrol Naish com Joe Charney
- Dewey Robinson com Tuffy Kraft
- Henry Kolker com advocat defensor
- Robert Ellis com fiscal
- Robert Frazer com L'home del parc
- Wilfred Lucas com Jutge
- Michael Mark com Bill
- Jane Keckley com Mrs. Kelly
- J. Frank Glendon com associat
- Clarence Geldart
- Edward Peil Sr. com doctor a l'Hospital
- Nancy Cornelius com enfermera
- Louise Beavers com Ophelia
- Bess Flowers com Miss Price